# Tāshkabūd
Tāshkabūd (persiska: تاشکبود, Ţāsheh Kabūd) är en ort i Iran.   Den ligger i provinsen Västazarbaijan, i den nordvästra delen av landet, 400 km väster om huvudstaden Teheran. Tāshkabūd ligger 2 051 meter över havet och antalet invånare är 183.
Terrängen runt Tāshkabūd är varierad. Runt Tāshkabūd är det ganska glesbefolkat, med 27 invånare per kvadratkilometer. Närmaste större samhälle är Takāb, 9,9 km norr om Tāshkabūd. Trakten runt Tāshkabūd består i huvudsak av gräsmarker.